# DREAMS COME TRUE 裏ドリワンダーランド 2016
『DREAMS COME TRUE 裏ドリワンダーランド 2016』（ドリームズカムトゥルー うらドリワンダーランド 2016）は、DREAMS COME TRUEのライブビデオ。2017年7月7日発売。

## 解説
- 2016年秋から同年大晦日にかけて行われた、全国アリーナツアーの模様を収録。
- 当日披露した全楽曲を収録している。MCは、作品本編とエンドロールに一部が収録されている。
- このツアーは、4年に一度のベストヒットライブツアー「史上最強の移動遊園地 DREAMS COME TRUE WONDERLAND』の「裏」ともいえる、比較的マニアックな楽曲を演奏するツアーであり、2016年7月7日に発売した裏ベストアルバム『DREAMS COME TRUE THE ウラBEST! 私だけのドリカム』の楽曲を中心に披露されている。
- ベストアルバム「DREAMS COME TRUE THE ウラBEST! 私だけのドリカム」を元にした、前年開催の『史上最強の移動遊園地 DREAMS COME TRUE WONDERLAND 2015 ワンダーランド王国と3つの団』から続くストーリー仕立てで行われた。
- ステージセットは、会場のセンターに組み上げられた廃墟をイメージした2層に回転するステージを設置した。
- バンドメンバーは、浦嶋りんこ、JUON、最上三樹生、大谷幸、武藤良明、本間将人を中心としたDCTホーンズに加えドラムに坂東慧(T-SQUARE)らが参加した。
- 特典映像（おまけ映像）として、リハーサルの貴重な映像の他、ドリカムライヴの人気コーナー「ドリー・ザ・ブートキャンプDX」のレクチャーを収録。
- 64ページにも及ぶフォトブックが封入されている。

## 収録曲
1. ウラワン2016 OPENING MOVIE
2. さよならを待ってる
3. ROMANCE
4. LOVE GOES ON…
5. いつのまに
6. SWEET SWEET SWEET
7. 月光
8. Goodbye, Darlin'
9. 週に1度の恋人
10. カノン
11. NOCTURNE 001
12. 雨の終わる場所
13. うれしはずかし朝帰り
14. あはは
15. ラヴレター
16. go for it!
17. LOVETIDE
18. flowers
19. POISON CENTRAL
20. みつばち
21. なんて恋したんだろ
22. PROUD OF YOU
23. よろこびのうた

ENCORE
1. あなたのように
2. おやすみのうた
3. うれしい! たのしい! 大好き!

おまけ映像（特典映像）
- おまけ1 (リハーサル映像クリスマスヴァージョン)
- おまけ2 (インストラクターGOTO ダンスレクチャー)
- おまけ3 (ドリー・ザ・ブートキャンプ DX)